# 大川市立大川桐英中学校
大川市立大川桐英中学校（おおかわしりつ おおかわとうえいちゅうがっこう）は、福岡県大川市向島にある市立の中学校。

## 概要
歴史
2020年（令和2年）に以下の大川市立中学校2校の統合により開校。新校舎が大川市立大川小学校敷地内に完成した。2025年（令和7年）に創立5周年を迎える。
- 大川市立大川中学校
- 大川市立大川南中学校

校名の由来
大川市は桐でできた箪笥をはじめとする家具の生産で知られており、桐は市木となっている。その「桐」と、「美しい花」・「優れている」という意味を表す「英」の文字を組み合わせて校名としている。
校訓
「自主・自学・忠恕」
学校教育目標
「豊かな人間性をもち、創造性に富む、21世紀をたくましく生き抜く生徒の育成」
校章
桐の花と葉を組み合わせたものを背景にして、中央に校名の「桐英」の文字（縦書き）を配している。色は臙脂色で、スクールカラーとなっている。
校歌
作詞は橋本真理子、作曲は山田永喜による。歌詞は3番まであり、各番に校名の「大川桐英」が登場する。
通学区域
- 大川市立大川小学校（旧・大川中校区）
- 大川市立宮前小学校（同上）
- 大川市立川口小学校（旧・大川南中校区）
- 大川市立大野島小学校（同上） 

制服
同時に開校した大川市立大川桐薫中学校と同じデザインの制服となっている。冬服はネクタイ・リボンの色で両校を区別する。大川桐英中学校のネクタイ・リボンはスクールカラーの臙脂色となっている。また、ジャージの上も臙脂色である。

## 沿革

### 旧・大川中学校
詳しくは大川市立大川中学校#沿革を参照のこと

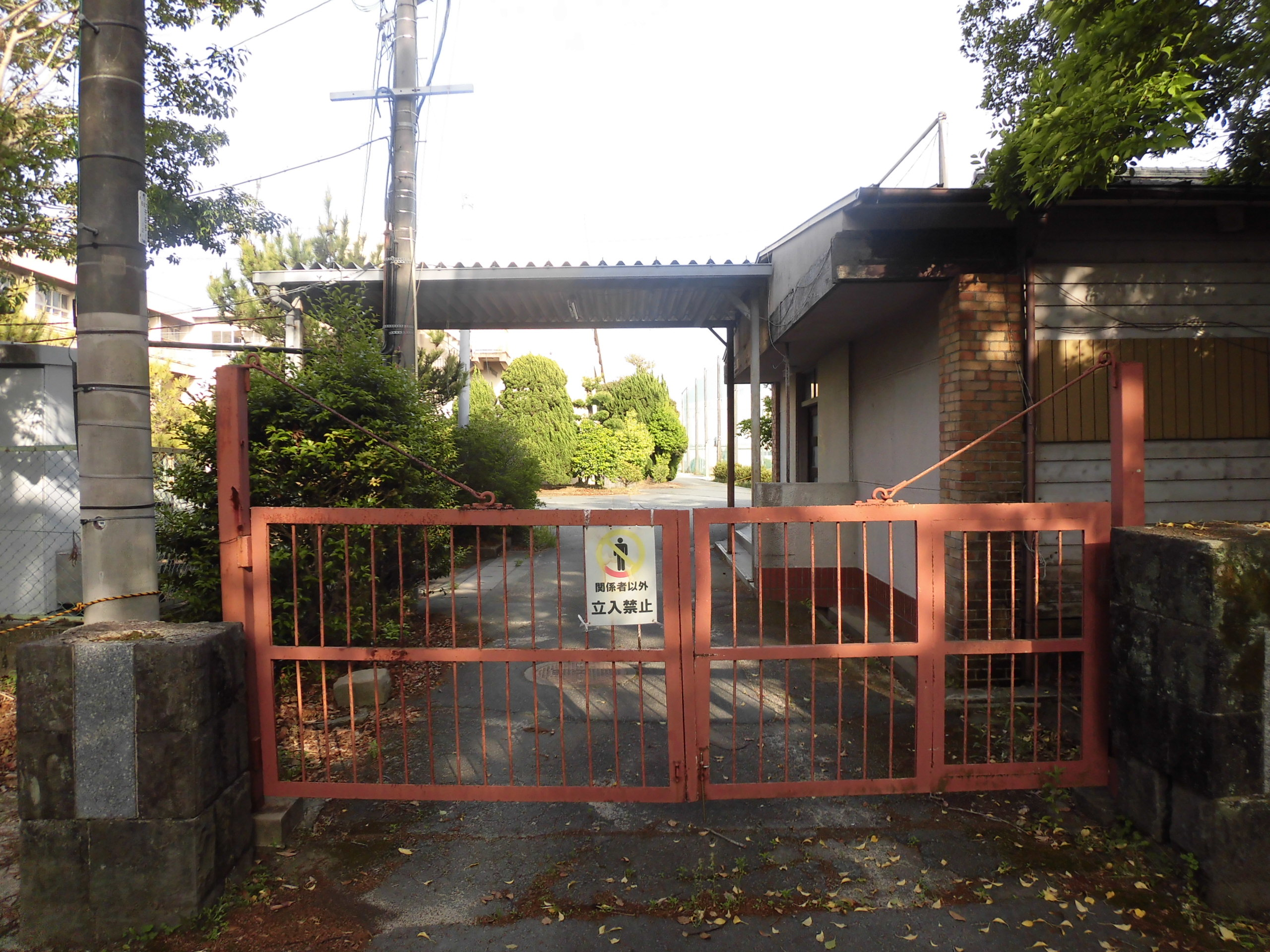
旧・大川中学校

- 1947年（昭和22年）4月1日 - 学制改革（六・三制の実施）により、新制中学校「大川町立大川中学校」が創立。
- 1954年（昭和29年）4月1日 - 町村合併により、大川市が発足。これにより「大川市立大川中学校」に改称。
- 2020年（令和2年）
  - 3月24日 - （単独での）閉校記念式典を挙行[2]。また、同日大川市役所にて4校合同閉校式を挙行。
  - 3月31日 - 統合により閉校。73年の歴史に幕を閉じる。
    - 最終所在地 - 〒820-0053　福岡県大川市大字酒見631番地（北緯33度12分41秒 東経130度23分18秒 / 北緯33.21139度 東経130.38833度）
    - 跡地の活用 - 校舎等は解体され、更地となっている。
    - 校訓 - 「自律・自学・自主」
    - 校章 - 中央には校名の「大」と「川」の文字を図案化したものを円状にして組み合わせ、「中」の文字を囲んだ形となっている。
    - 校歌 - 作詞は八波則吉、作曲は森脇憲三による。
    - 周辺 - 風浪宮、大川市立宮前小学校、福岡県立大川樟風高等学校、大川国際医療福祉大学

### 旧・大川南中学校
旧・川口中学校（かわぐち）
- 1947年（昭和22年）4月1日 - 学制改革により、新制中学校「川口村立川口中学校」に改組・改称。川口小学校に併設。
- 1949年（昭和24年）10月 - 木造新校舎（6教室）が完成。
- 1952年（昭和27年）10月 - 4教室を増築。
- 1954年（昭和29年）4月1日 - 町村合併により、大川市が発足。これにより「大川市立川口中学校」に改称。
- 1960年（昭和35年）4月30日 - 統合のため閉校。13年の歴史に幕を閉じる。旧・川口中学校の校地および校舎が新設の大川南中学校に継承される。

旧・大野島中学校（おおのしま）
- 1947年（昭和22年）4月1日 - 学制改革により、新制中学校「大野島村立大野島中学校」に改組・改称。大野島小学校に併設。
- 1953年（昭和28年）4月 - 中学校独立校舎が完成。
- 1954年（昭和29年）4月1日 - 町村合併により、大川市が発足。これにより「大川市立大野島中学校」に改称。
- 1959年（昭和34年）4月 - 運動場を整地。
- 1960年（昭和35年）4月30日 - 統合のため閉校。13年の歴史に幕を閉じる。ただし、通学事情の関係で当面の間、大野島教場が設置された。

統合・大川南中学校
- 1960年（昭和35年）5月1日 - 大川市立中学校2校（川口・大野島）の統合により、「大川市立大川南中学校」が開校。
  - 旧・川口中学校の校地・校舎を継承。通学事情の関係で、当面の間、旧・大野島中学校の校地に大野島教場を設置。
- 1961年（昭和36年）8月 - 統合校舎（第一期工事）が完成。
- 1962年（昭和37年）
  - 3月 - 大野島から筑後川を渡るスクールボート「学友丸」が就航。
  - 4月 - 統合校舎（第二期工事）が完成。これにより、大野島教場の2・3年生を新校舎に、1年生を旧川口校舎に収容（大野島教場を廃止）。
- 1963年（昭和38年）
  - 1月 - 統合校舎（第三期工事）が完成。
  - 4月 - 全生徒を新校舎に収容。
- 1964年（昭和39年）2月 - 新校舎（第四期工事）が完成。

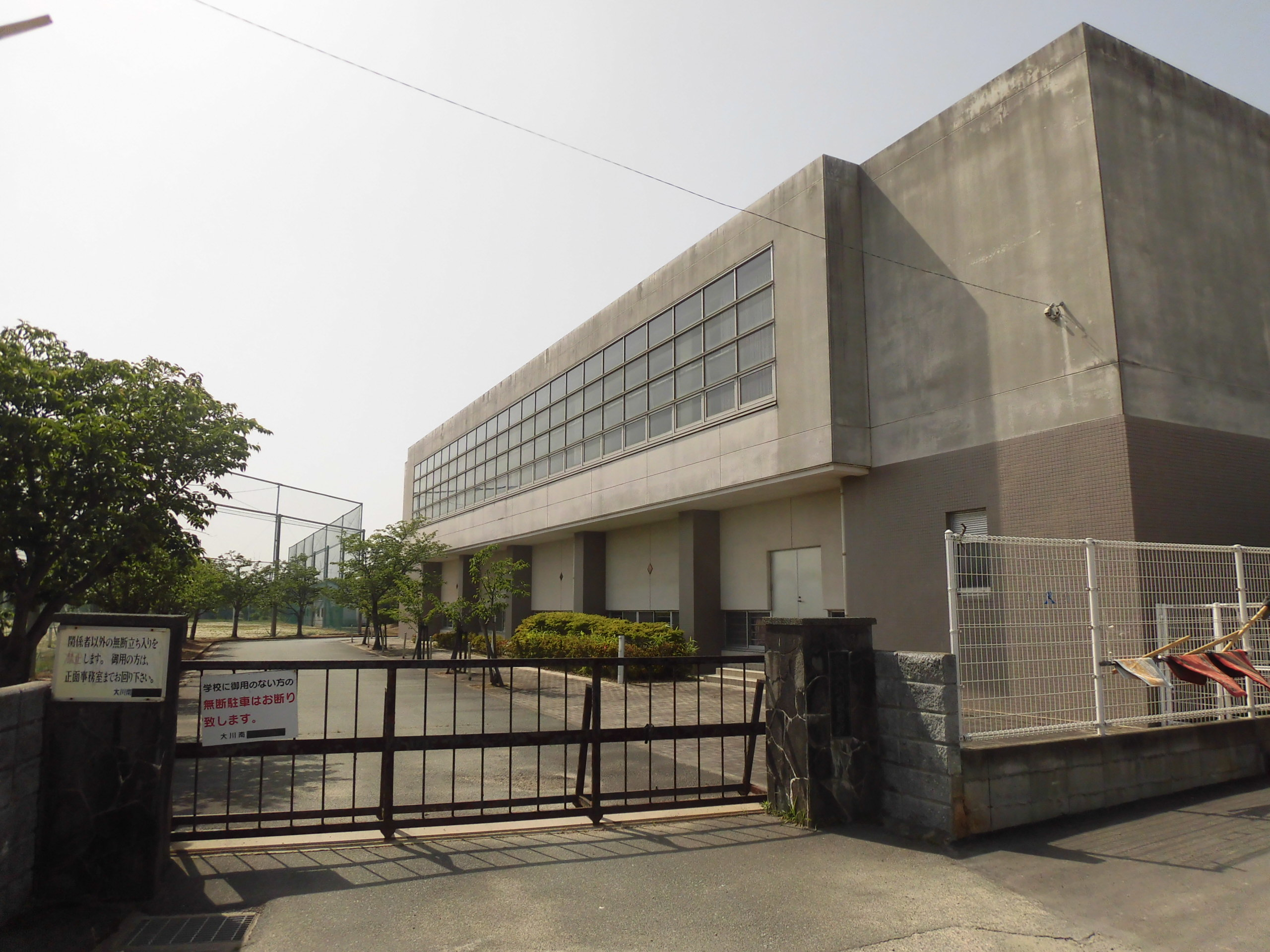
旧・大川南中学校

- 1965年（昭和40年）5月 - 体育館が完成。
- 1967年（昭和42年）1月 - 図書館が完成。
- 1971年（昭和46年）8月 - プールが完成。
- 1973年（昭和48年）4月 - 新田大橋の開通により、スクールボート「学友丸」の運航を終了。
- 1974年（昭和49年）8月 - 運動場を整備。
- 2020年（令和2年）
  - 3月21日 - （単独での）閉校記念式典を挙行[2]。
  - 3月24日 - 大川市役所にて4校合同閉校式を挙行。
  - 3月31日 - 統合により閉校。60年の歴史に幕を閉じる。
    - 最終所在地 - 〒831-0034 福岡県大川市一木421番1（北緯33度11分46.5秒 東経130度21分55.8秒 / 北緯33.196250度 東経130.365500度）
    - 跡地の活用 - 体育館が大川国際医療福祉大学の体育館として利用されている。
    - 校章 - 三角形の背景に、中央に校名の略称である「南中」の文字（縦書き）を配している[2]。
    - 校歌 - 作詞は中村要、作曲は市川都志春による。歌詞は3番まであり、各番に校名の「大川南中学校」が登場する。
    - 周辺 - 大川市立川口小学校、則善寺、正覚寺

### 統合・大川桐英中学校
- 2020年（令和2年）4月1日 - 大川市立中学校2校（大川・大川南）の統合で、「大川市立大川桐英中学校」（現校名）が開校。
  - 大川小学校の敷地内に新校舎が完成。小学校3年生以上の外国語活動・外国語科等において中学校からの乗り入れ授業などの連携・協力を行い、小中一貫型教育を推進。
- 2023年（令和5年）4月1日 - 福岡県立大川樟風高等学校との間で、連携型中高一貫教育を開始。
- 2024年（令和6年）1月 - 福岡県立大川樟風高等学校の入学選抜にあたり、調査書や学力検査によらない「連携選抜」を実施[3]。

## 交通
最寄りの鉄道駅
- 西日本鉄道 西鉄天神大牟田線 「蒲池駅」（柳川市）

最寄りのバス停留所
- 西鉄バス 「福田病院向島口」停留所 下車徒歩約5分。

最寄りの幹線道路
- 国道208号
- 福岡県道716号水田大川線

## 周辺
- 大川市立大川小学校
- 大川コミュニティーセンター
- 福岡県立大川樟風高等学校
- 福田病院
- 大川郵便局
- にしてつストア明治橋店
- 大川信用金庫若津支店
- 明治橋交番
- 花宗川

## 参考資料
- 「大川市の学校再編について」- 大川市ウェブサイト
- 「大川市誌」（1977年（昭和52年）12月21日発行, 大川市）p.1279～ 教育・文化（p.1293～p.1294 大川中学校、p.1295～p.1296 大川南中学校）